# سوکد
سوکد (به مجاری:  Szőkéd) یک منطقهٔ مسکونی در مجارستان است که در ناحیه پچ واقع شده‌است.